# Habsburgska monarkin
Habsburgska monarkin eller habsburgska riket är det rike som den österrikiska grenen av ätten Habsburg (1278–1780) och därefter grenen Habsburg-Lothringen (efter 1780) regerade över från 1526 till 1867/1918. Riket omfattade stora delar av Europa.

## Namnet
Monarkins officiella namn var Kejsardömet Österrike från 1804 till 1867 och Österrike-Ungern från 1867 till 1918. Dessförinnan saknade imperiet ett officiellt namn men idag används vanligtvis benämningarna habsburgska monarkin eller habsburgska riket. Huvudstaden var Wien (från 1583 till 1611 Prag). Den samtida benämningen var oftast Österrike, efter huset Österrike, det vill säga dynastin Habsburg.

## Struktur
Huset Habsburgs överhuvud var vanligen också tysk-romersk kejsare från och med 1440 och fram till Tysk-romerska rikets upplösning 1806. Detta bör dock inte ses som att titlarna var identiska eller sammanfallande, eftersom familjen Habsburg styrde över många områden utanför Tysk-romerska riket och dessutom aldrig hade full kontroll över hela det Tysk-romerska rikets områden.
Den tysk-romerske kejsaren Karl V härskade på 1500-talet både över de habsburgska arvsländerna och Spanien med dess kolonier, och ibland används begreppet mer specifikt om just dessa domäner.
Ätten Habsburg har sitt ursprung i slottet Habsburg (beläget i Schweiz) och kom efter 1278 att härska över hertigdömet Österrike (de habsburgska arvländerna). Familjen äntrade den europeiska scenen när dess huvudman ärvde såväl kungariket Böhmen som de västliga delarna av kungariket Ungern år 1526.
Ärkehertig Ferdinand av Österrike, yngre bror till den tysk-romerske kejsaren Karl V, valdes då till ny kung av Böhmen och Ungern när den föregående kungen, Ludvig II, stupade i slaget vid Mohács mot turkarna.

## Konglomeratstat
De olika provinserna i Habsburgmonarkin var aldrig en enda stat, utan Habsburgmonarkin kan karaktäriseras som en konglomeratstat. Varje land och hertigdöme styrdes enligt sina egna lagar och traditioner. Fram till 1600-talet var det inte ens samma person som styrde hela riket; yngre familjemedlemmar fick ofta något landområde att styra över för sin egen försörjning. Flera försök att centralisera riket gjordes, men dessa mötte starkt motstånd under hela perioden.

## Territoriella beståndsdelar

### Niederösterreich
- Ärkehertigdömet Österrich unter der Enns 
  - Österreich ob der Enns Österrikiskt arvland 
  - Österreich nied der Enns Österrikiskt arvland
- Innerösterreich (riksomedelbar under en habsburgsk sidogren 1564-1619)
  - Hertigdömet Steiermark Österrikiskt arvland 
  - Hertigdömet Kärnten Österrikiskt arvland 
  - Hertigdömet Krain Österrikiskt arvland 
  - Furstliga grevskapet Görz 
  - Markgrevskapet Istrien

### Oberösterreich
- Furstliga grevskapet Tyrolen 
  - Furstbiskopdömet Trient 
  - Furstbiskopdömet Brixen

Furstbiskopen betraktade sig inte som landsfurstens (den habsburgske monarken som greve av Tyrolen), undersåte, utan landsfursten var biskoparnas beskyddare och dessa hade med honom ingått ett frivilligt skyddsförbund. Han var också länsherre för vissa av deras världsliga besittningar.
- Landet Vorarlberg

### Vorderösterreich
- Grevskapet Sundgau
- Hertigdömet Breisgau
- Grevskapet Hohenberg
- Markgrevskapet Burgau

Oberösterreich och Vorderösterreich var 1564-1595 och 1602-1665 riksomdelbara under en habsburgsk sidogren.

### Den böhmiska kronans länder
- Kungariket Böhmen
- Markgrevskapet Mähren
- Hertigdömet Schlesien  bestod genom framförallt medeltida arvdelningar av furstendömen och fria ståndsherrskap.[4]
  - Arvfurstendömen, som innehades av den habsburgske monarken:[5]
    - Arvfurstendömet Schweidnitz-Jauer   1526-1742 (till Preussen)
    - Arvfurstendömet Glogau  1526-1742 (till Preussen)
    - Arvfurstendömet Breslau  1526-1742 (till Preussen)
    - Arvfurstendömet Liegnitz  1675-1742 (till Preussen)
    - Arvfurstendömet Brieg  1675-1742 (till Preussen)
    - Arvfurstendömet Wohlau 1675-1742 (till Preussen)
    - Arvfurstendömet Oppeln 1542-1742 (till Preussen)
    - Arvfurstendömet Ratibor  1532-1742 (till Preussen)

  - Mediatfurstendömen, som innehades som län av den habsburgske monarken i dess egenskap av kung av Böhmen:[6]
    - Furstendömet Neisse-Grottkau, furstbiskopdöme under biskopen av Breslau.   (Preussen 1742)
    - Hertigdömet Troppau, som sedan 1613 innehades av det riksfurstliga huset Liechtenstein.  
    - Hertigdömet Jägerndorf, som sedan 1623 tillhörde huset Liechtenstein. 
    - Hertigdömet Sagan, som sedan 1646 tillhörde det riksfurstliga huset Lobkowitz.  (Preussen 1742)
    - Hertigdömet Münsterberg, som sedan 1654 innehades av det riksfurstliga huset Auersperg.  (Preussen 1742)
    - Hertigdömet Teschen, sedan 1722 i huset Lothringens besittning.
    - Hertigdömet Oels sedan 1649 i huset Württembergs besittning. (Preussen 1742)

  - De fria ståndsherrskapen var:[5]
    - Militsch, innehades av grevarna Maltzan. (Preussen 1742)
    - Pless (Preussen 1742)
    - Trachenberg (Preussen 1742)
    - Beuthen an der Oder innehades av furstarna Schoenaich-Carolath. (Preussen 1742)
    - Beuthen, innehades av grevarna Henkel-Donnersmarck (Preussen 1742)
    - Wartenberg, innehades sedan 1734 av grevarna Biron, hertigar av Kurland. (Preussen 1742)
    - Goschütz, upphöjt till fritt ståndherrskap 1741. Innehades av grevarna av Reichenbach.
- Markgrevskapet Niederlausitz  1526-1635 (sedan i personalunion med  kurfurstendömet Sachsen)
- Markgrevskapet Oberlausitz  1526-1635 (sedan i personalunion med kurfurstendömet Sachsen)
- Grevskapet Glatz  1526-1742 (till Preussen)

### Den heliga Stefanskronans länder
- Kungariket Ungern
- Kungariket Kroatien och Slavonien 
  - Kungariket Dalmatien 
  - Kungariket Slavonien
- Furstendömet Siebenbürgen sedan 1688

### Övriga länder
Mellan 1526 och 1804 förvärvade Habsburgmonarkin ett antal andra länder. En del erövrades från det Osmanska riket, andra förvärvades vid Polens delning, ytterligare andra efter att den spanska linjen av huset Habsburg dött ut. Storhertigdömet Toskana, hertigdömet Parma och hertigdömet Modena regerades tidvis av habsburgska sidolinjer, men utgjorde inte någon del av den från Wien styrda Habsburgmonarkin.
- Österrikiska Nederländerna 1713-1792
- Hertigdömet Milano 1713-1792
- Kungariket Sardinien 1713-1720 (sedan bortbytt mot kungariket Sicilien)
- Kungariket Sicilien 1720-1735
- Lilla Valakiet Erövrat från osmanska riket 1718-1739.
- Norra Serbien Erövrat från osmanska riket 1718-1739.
- Kungariket Galizien och Lodomerien Förvärvat vid Polens första delning.
- Hertigdömet Bukovina Erövrat 1775 från den osmanska vasallstaten Moldavien.[7]

## Statsskick

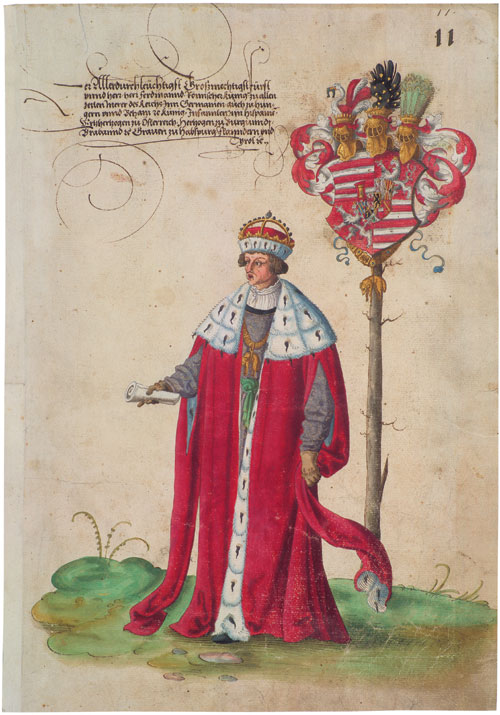
Ferdinand I, tysk-romersk kejsare och den habsburgska monarkins härskare.

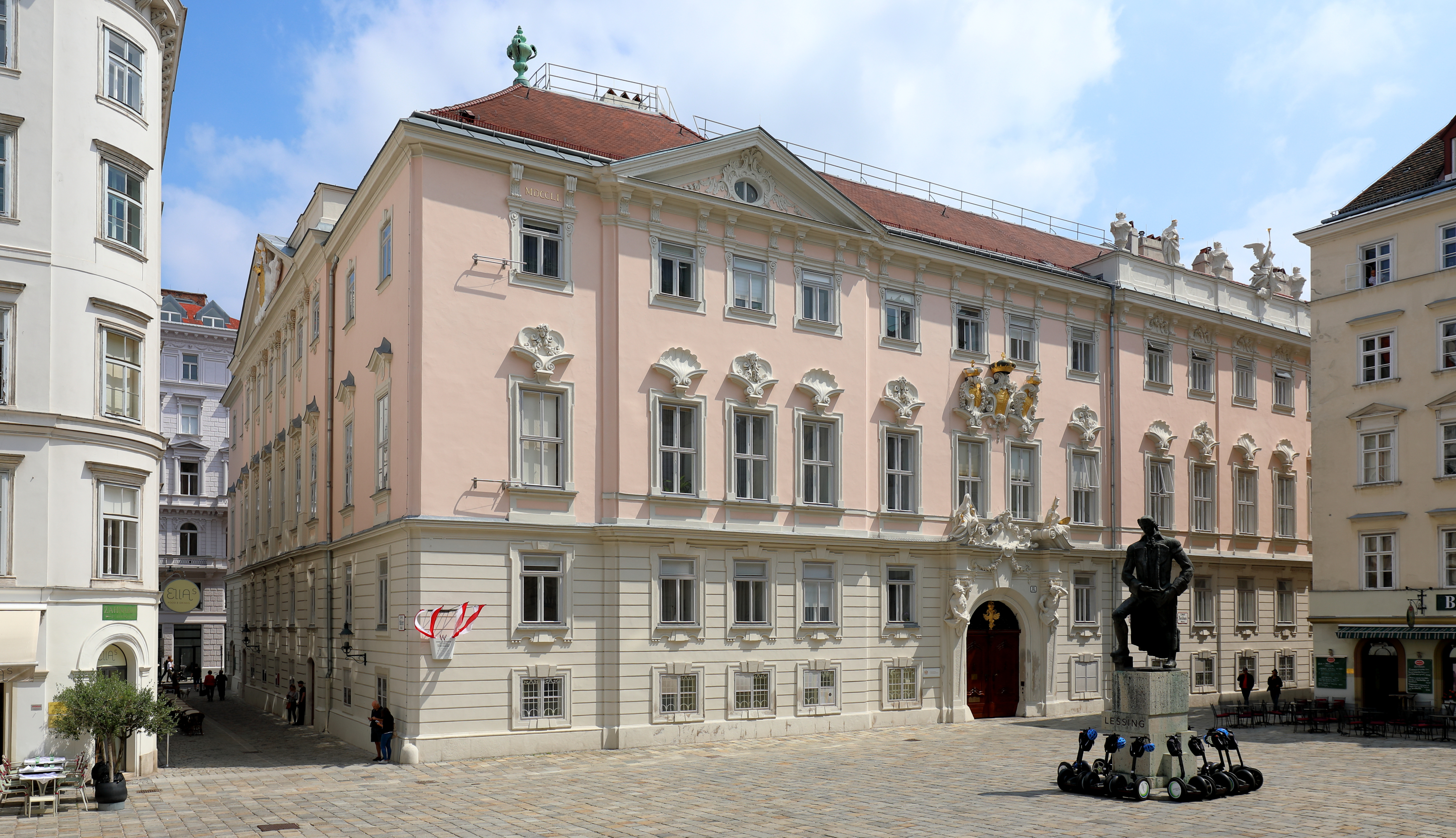
Böhmiska hovkansliet i Wien.

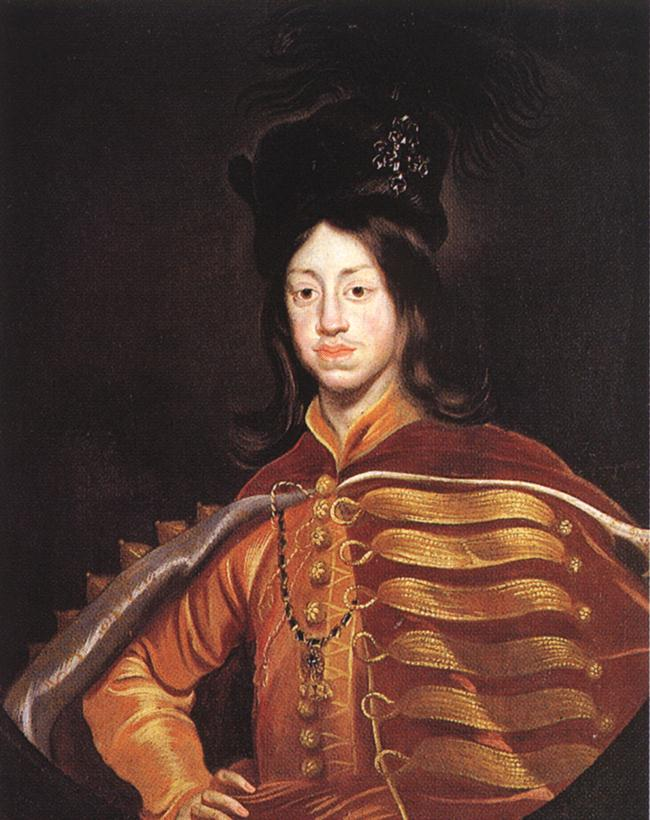
Leopold I, tysk-romersk kejsare och den habsburgska monarkins härskare, i ungersk dräkt.

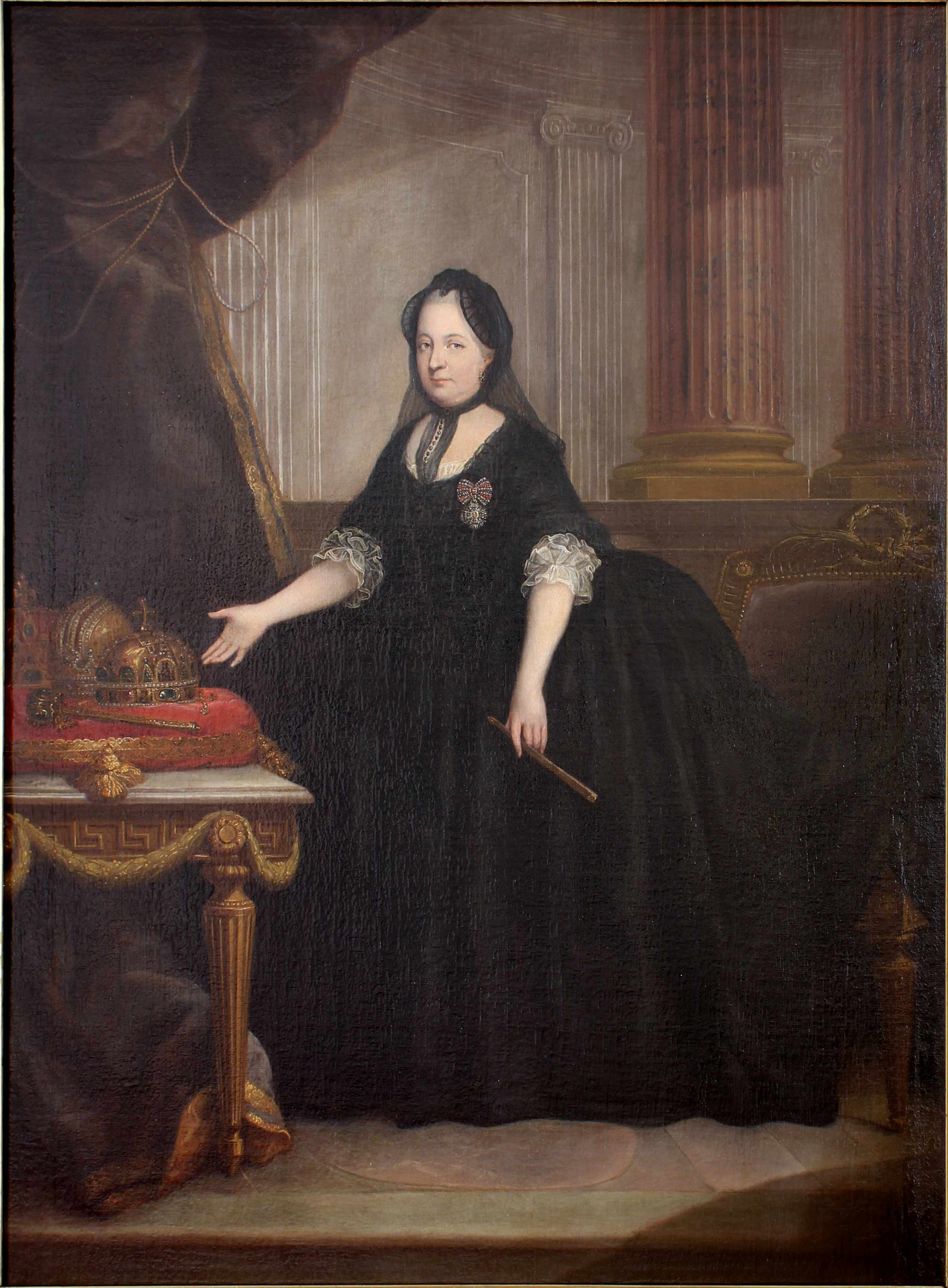
Maria Theresia, tysk-romersk kejsarinna och den habsburgska monarkins härskarinna.

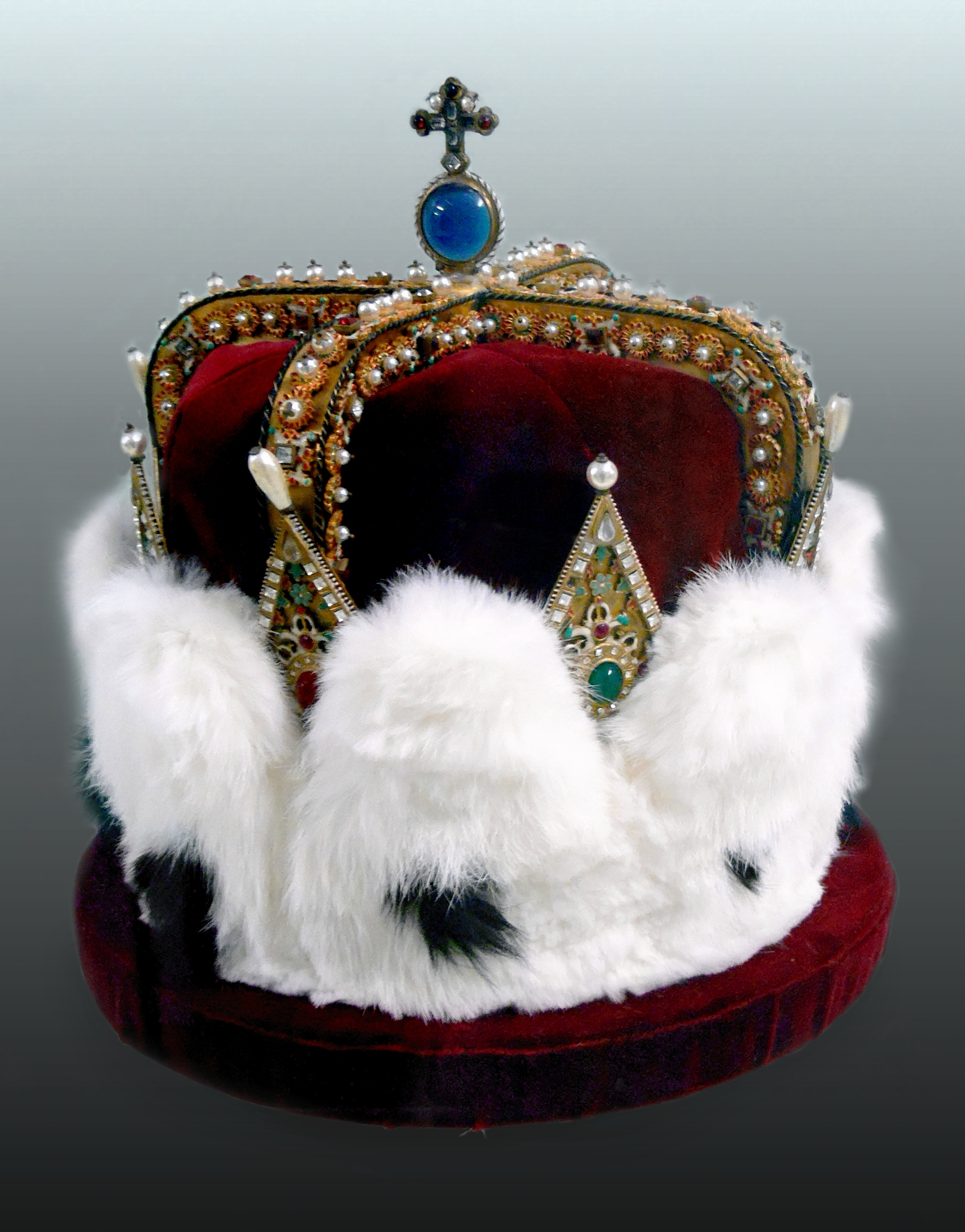
Oberösterreichs hertigkrona.

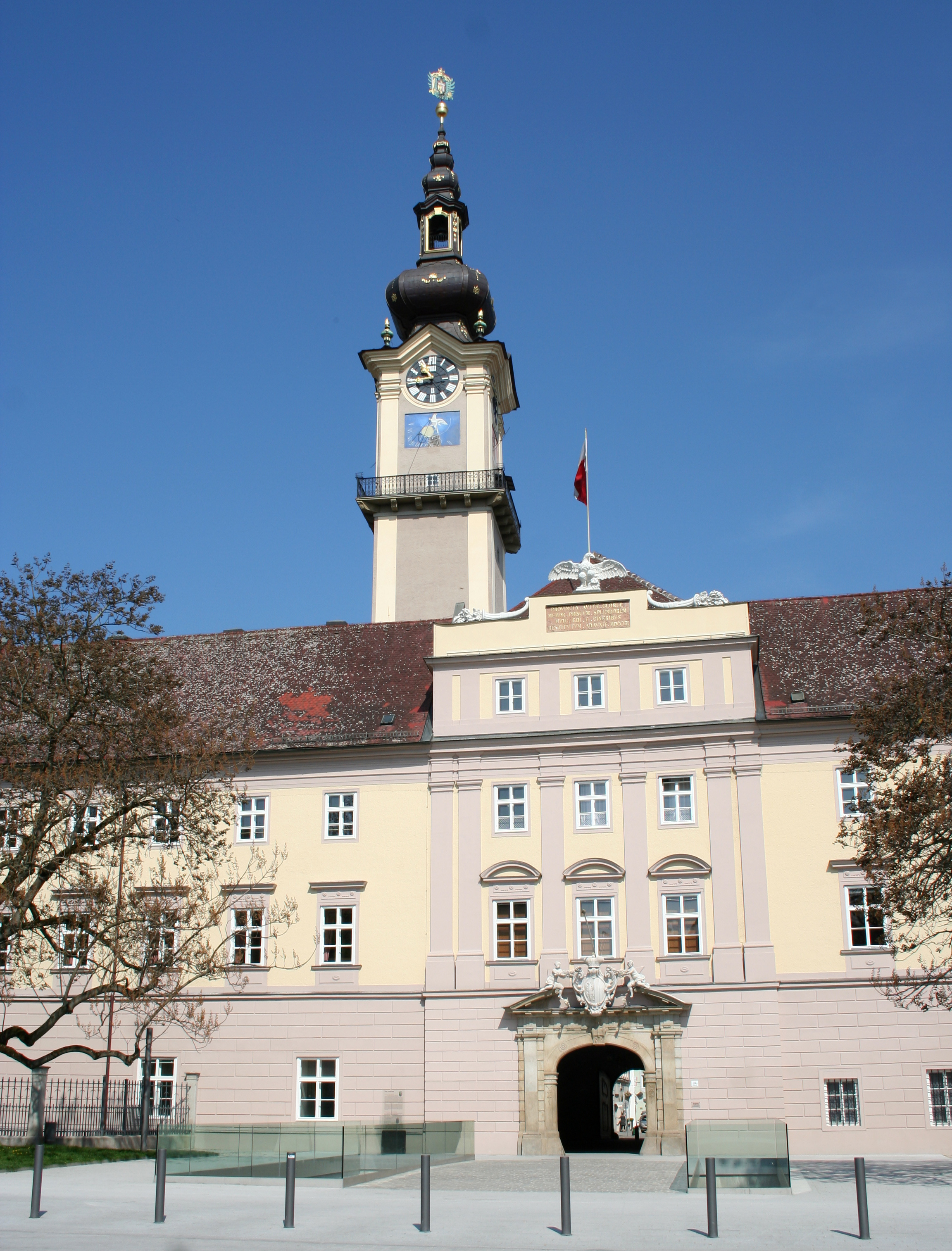
Landständernas hus i Linz, påbörjat 1563. Det är även i dag säte för Oberösterreichs lantdag.

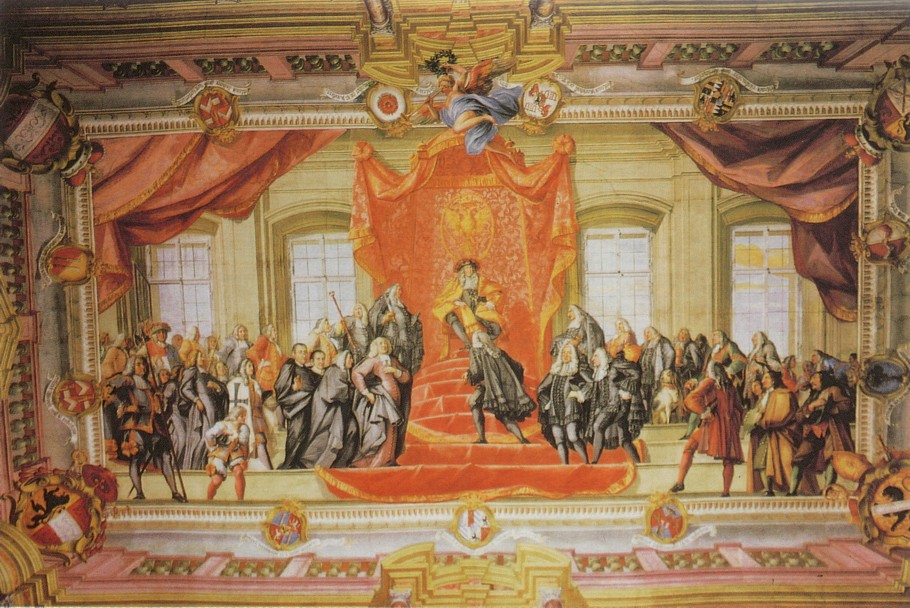
Landständerna i Kärnten svär 1711 sin landsherre, den habsburgske härskaren Karl VI, sin trohetsed.

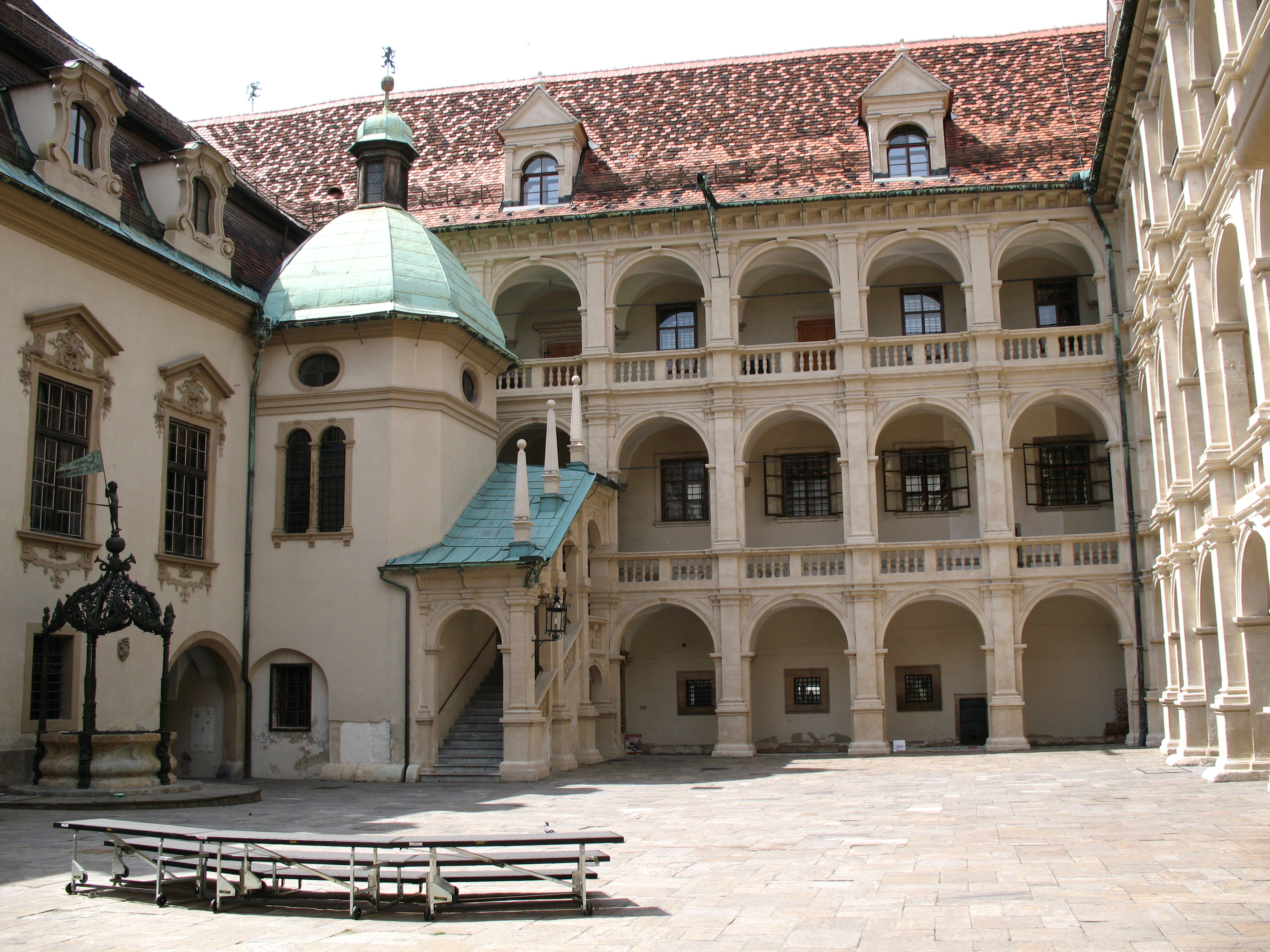
Landständernas hus i Graz, byggt 1527-1531. Byggnaden används även i dag av Steiermarks lantdag.

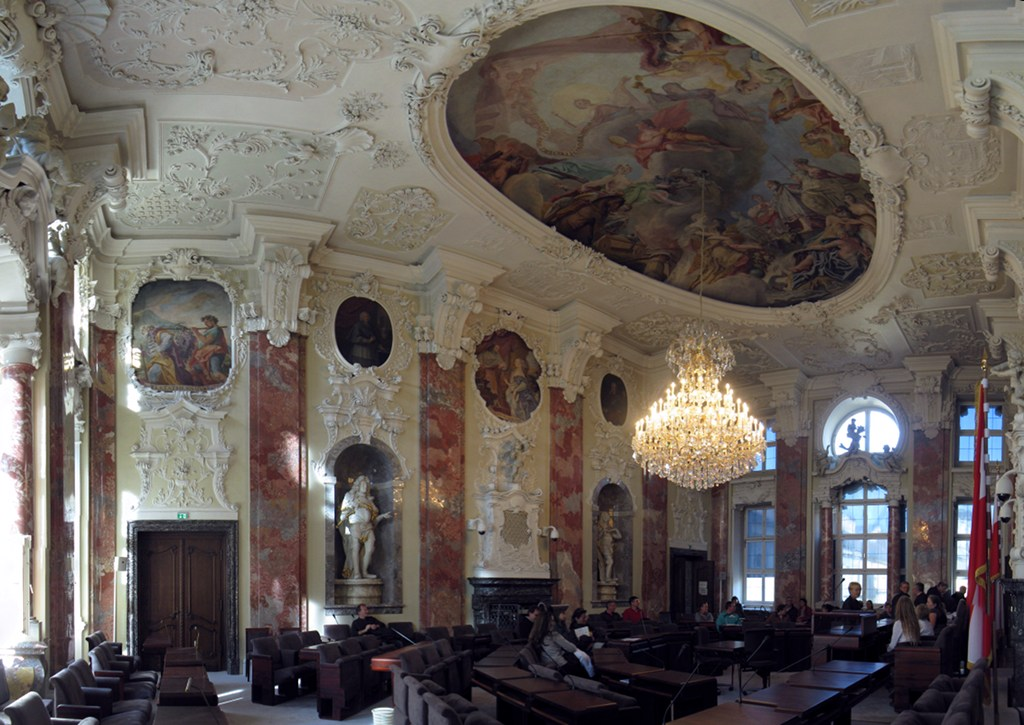
Altes Landhaus, landständernas i Tyrolens hus i Innsbruck, byggt 1725-1728. Bilden visar den moderna lantdagskammaren.

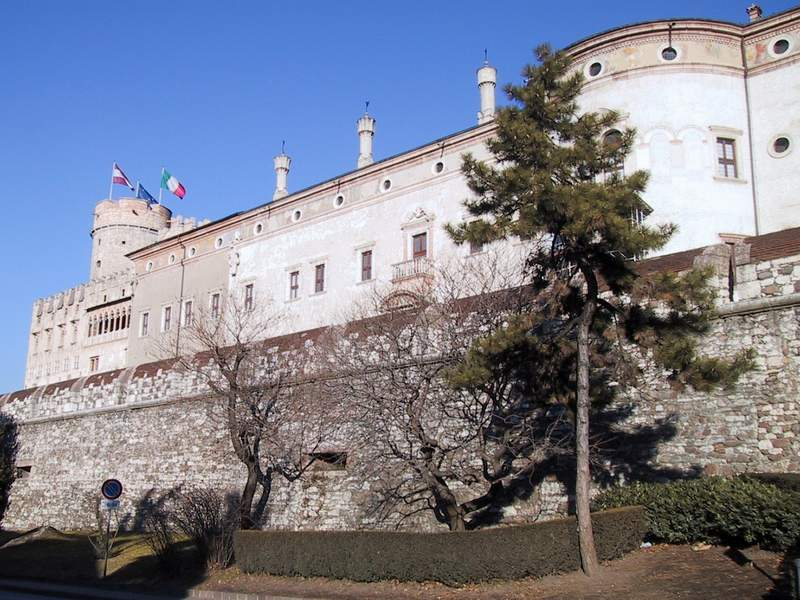
Slottet Buonconsiglio, till 1803 säte för furstbiskopen av Trient.

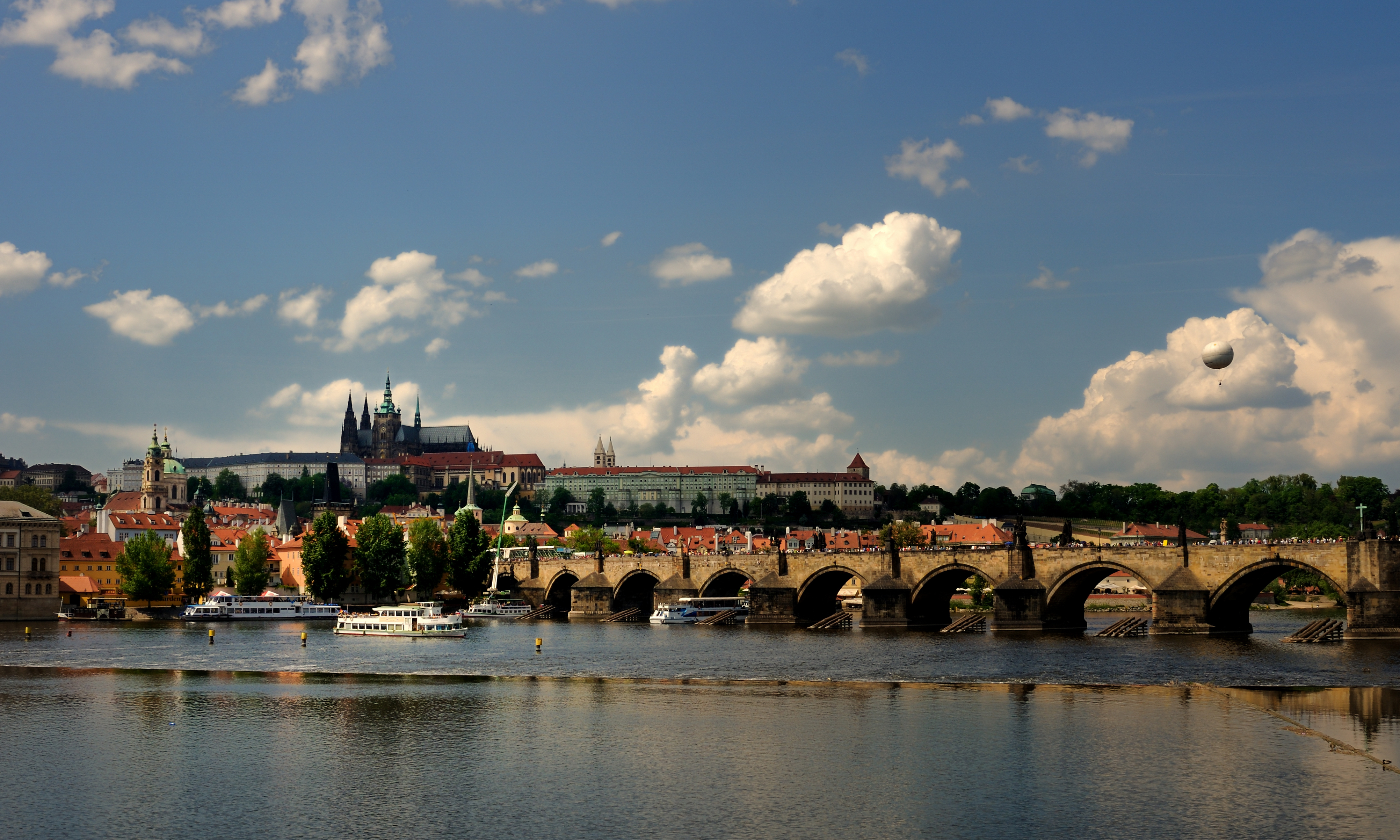
Prags slott på Hradčany, till 1918 säte för den habsburgska förvaltningen i Böhmen, Mähren och Schlesien.

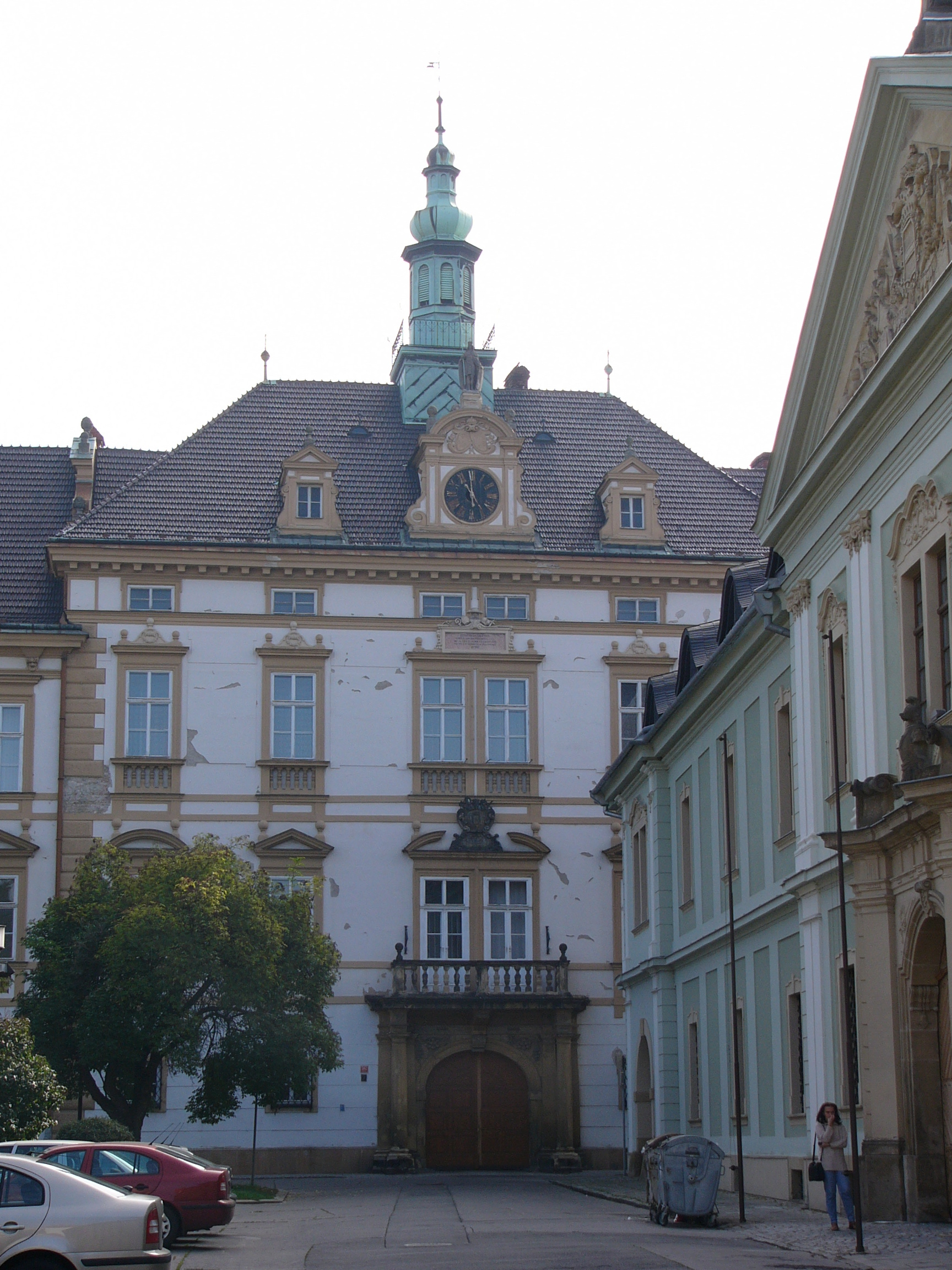
Ärkebiskopspalatset i Olmütz.

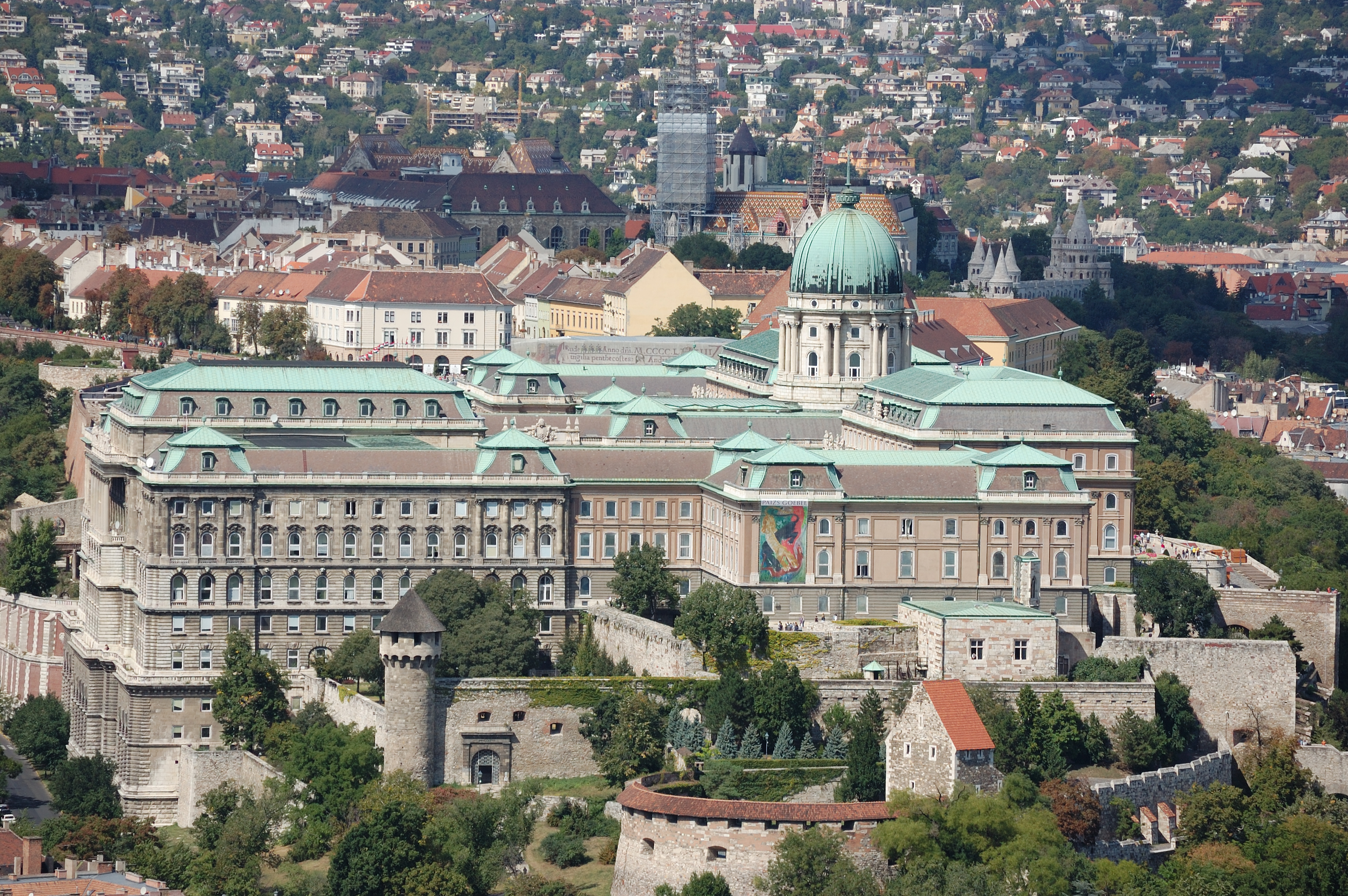
Kungliga slottet i Buda, återuppbyggt 1749-1769, som en symbol för fred och vänskap mellan den habsburgska dynastin och den ungerska nationen.

Monarchia Austriaca - den habsburgska monarkin - bestod av en rad kungariken, ärkehertigdömen, furstendömen, grevskap, länder och städer som styrdes av de manliga medlemmarna av huset Habsburg. Denna personalunion tillkom mellan 1200-talet och 1500-talet, bland annat på grund av det skyddsbehov som små folk, landskap och städer behövde på grund av den osmanska expansionen. Den habsburgske monarken blev sedan 1400-talet regelmässigt vald till tysk kung och därmed till kejsare av det tysk-romerska riket. Vid westfaliska freden 1648 blev denna union riksrättsligt och folkrättsligt erkänd som en suverän stat. Genom den pragmatiska sanktionen 1713, som godkändes av alla monarkins parlamentariska representationer (se nedan) infördes inte enbart kvinnlig tronföljd, utan även monarkins och ländernas odelbarhet fastställdes.

### Centralstyrelsen
I Wien inrättades ett hovråd 1527 av Ferdinand I. Det fungerade som överordnat regeringsorgan till 1848. När Ferdinand blev kejsare 1556 förvandlades hovrådet till ett rikshovråd. Rikshovrådet var högsta regerings- och förvaltningsmyndighet för de österrikiska arvländerna och i konkurrens med rikskammarrätten högsta domstol för det tysk-romerska riket.
Under hovrådet fungerade:
- Geheimerådet (den inre regeringskretsen) med sina underordnade organ. Det utvecklade sig till en verklig regering för utrikes och inrikes ärenden under en egen president, medan rikshovrådets myndighet kom att inskränka sig till juridiska frågor som högsta domstol.[11]
  - Rikshovkansliet (regeringskansli för tysk-romerska riket och de österrikiska arvländerna). Stod under riksvicekanslern, som också representerade riksärkekanslern i hovrådet.[11]
  - Böhmiska hovkansliet 1559 (regeringskansli för Böhmen; sedan 1620 förlagt till Wien).[11]
  - Ungerska hovkansliet 1559 (regeringskansli för Ungern).[11]
  - Hovkammaren 1527 (finansdepartement), med underlydande kammare i:[12]
    - Wien för Niederösterrich.[13]
    - Innsbruck för Tyrolen och Vorarlberg. Senare förenad med kammaren i Wien.[14]
    - Graz för Innerösterreich. Senare förenad med kammaren i Wien.[14]
    - Prag[14]
    - Spiš[14]
    - Buda 1528-29, sedan 1531 i Bratislava.[15]
- Hovkrigsrådet 1556 (försvarsdepartement, som också handhade utrikesfrågor rörande det osmanska riket).[16]
  - Hovkrigskansliet [17]
  - Hovkrigsrådet för Innerösterreich i Graz 1578-1705.[18]
  - Hovkrigsrådet i Prag 1593-1611.[19]

#### Reformer
- Geheimerådet blev av Leopold I 1669 kompletterat med en geheimekonferens, formellt ett utskott av geheimerådet, eftersom geheimerådet fått för många ledamöter och blivit ohanterligt som kejserlig rådgivare och regeringsorgan för de utrikespolitiska frågorna. När en skattedeputation inrättades 1697 kom geheimerådets befogenheter att inskränka sig till nåde- och privilegiefrågor och fick alltmer karaktär av domstol. Geheimekonferensen var 1705-1708 ersatt av ett system med sju olika konferens för olika ärendetyper, men organisationen återinfördes 1709 med rådgivnings- och regeringsansvar för utrikes ärenden, riksärenden och krigsärenden och bestod till 1749.[20]
- Ett spanskt råd, Consejo de España, inrättades av Karl VI, för att biträda honom med hans spanska överhöghetsanspråk. Rådets geografiska ansvarsområde omfattade Österrikes italienska besittningar och det bytte 1736 namn till Consiglio d'Italia.[21]

#### Maria Theresias reformer
Under Maria Theresia och hennes närmaste arvingar blev den habsburgska centralstyrelsen och deras underordnade myndigheter ordentligt omorganiserad. De flesta av reformerna inskränkte sig dock till de österrikiska arvländerna och omfattade inte alls Ungern.
- Geheime Hof- und Staatskanzlei - statskansliet - inrättades 1742 som utrikesdepartement för Habsburgmonarkin och det tysk-romerska riket. Det fick också ansvar för inrikesangelägenheter i habsburgska Nederländerna, Italien och Galizien. Det fick med tiden även ett större ansvar för övergripande statspolitiska frågor, bland annat för censurfrågor.[22][23]
- Generalkrigskommissariatet, vilket hade bildats redan 1650, frigjordes 1746 från hovkrigsrådets kontroll och fick status som ministerium. Det fick 1752 ansvar för disciplin, löner och den militära underhållstjänsten, medan hovkrigsrådet fortsatte att ansvara för de militära operationerna.[24]
- Directorium in Publicis et Cameralibus skapades 1749 som en högsta civil myndighet för kronländerna genom en sammanslagning av de böhmiska och de österrikiska hovkanslierna. Ungern ingick inte i dess kompetensområde. Direktoriet var överordnad myndighet för hovkammaren, kommersdirektoriet och hovräknekammaren. Direktoriet ersattes 1761 av det förenade österrikiska och böhmiska kansliet, som ansvarade för inrikesfrågor, men inte för finansärenden.[25]
- Oberste Justizstelle, bildat 1754, var en kombination av högsta domstol och justitiedepartement för de österrikiska arvländerna och Galizien.[26]
- Statsrådet ersatte 1760 geheimekonferensen som regering och kejsarens högsta rådgivande organ överordnad alla andra myndigheter.[27] Statsrådet bestod av statsministrar som tillhörde herreståndet och statsråd som tillhörde riddarståndet.[28]

## Parlamentariska representationer
Det fanns ingen gemensam ständerrepresentation för den habsburgska monarkin. Embryon till en sådan hade visat sig vid utskottslantdagen i Innsbruck 1518, länderdagen i Prag 1541-42, generallantdagen i Linz 1614 och generallantdagen 1655. Några permanenta generalständer för Habsburgmonarkin uppstod dock aldrig och därmed kunde inte en gemensam österrikisk stat bildas före 1804.

### Niederösterreich
- Hovrådet för Niederösterreich var underordnat hovrådet i Wien.

#### Österreich ob der Enns
- Lantdagens alla stånd sammanträdde alltid tillsammans i plenum.[30]
  - Prelater
  - Herrar
  - Riddare
  - Landsfurstliga städer och köpingar

#### Österreich nied der Enns
- Lantdagen
  - Prelater
  - Herrar
  - Riddare
  - Städer

#### Hertigdömet Steiermark
- Lantdagens alla stånd sammanträdde alltid tillsammans i plenum.[30]
  - Prelater
  - Grevar och herrar
  - Riddare
  - Städer[31]

#### Hertigdömet Kärnten
- Lantdagens alla stånd sammanträdde alltid tillsammans i plenum.[30]
  - Prelater
  - Herrar
  - Riddare
  - Städer[32]

#### Hertigdömet Krain
- Lantdagens alla stånd sammanträdde alltid tillsammans i plenum.[30]
  - Prelater
  - Herrar
  - Riddare
  - Städer[32]

#### Furstliga grevskapet Görz
- Lantdagen bestod enbart av adelsståndet.[32]

### Oberösterreich
- Hovrådet (senare geheimerådet) för Oberösterreich i Innsbruck
  - Landsfurstliga regeringen
  - Landsfurstliga kammaren (finanser)

#### Tyrolen
- Lantdagen
  - Furstbiskopen av Trient
  - Furstbiskopen av Brixen
  - Prelater
  - Ridderskap och adel
  - Städer
  - Bönderna genom sina landsrätter[31]

Lantdagen i Tyrolen var, tillsammans med Vorarlbergs lantdag, unik i Habsburgmonarkin, därför att det var en av Europas få ständerförsamlingar där bondeståndet var representerat. De bönder som var underställda den andliga eller adliga rätten var inte representerade, liksom inte heller städer och bönder i Trient och Brixen.

##### Brixen
Inom högstiftet Brixen var furstbiskopen en vald enväldig härskare. Den valde furstbiskopen ordinerades i sitt andliga ämbete genom påven och i sin världsliga makt av den habsburgske monarken i sin egenskap av kejsare. Även den habsburgske monarken i sin egenskap av greve av Tyrolen måste för varje nyvald biskop förnya de förläningar han eller hans företrädare givit biskopen. Furstbiskopen hade vid sin sida ett domkapitel, men var inte bunden av dess råd. Enväldet inskränktes dock genom de bindande löften, valkapitulationer, som den blivande furstbiskopen sedan 1418 avlade innan han valdes. Stiftets synodalförsamling (kyrkomöte) fungerade också i viss mån som en prästerlig lantdag, fast utan beslutanderätt.

##### Trient
Ingen lantdag inskränkte furstbiskopens makt.

#### Vorarlberg
Vorarlberg hade 1391-1808 en oskriven, sedvanerättslig, författning. Lantdagen bestod av borgerliga representanter för de tre städerna Feldkirch, Bludenz och Bregenz samt allmogeombud från de 21 landsrätterna. Adel och präster saknade representationsrätt i den vorarlbergska lantdagen.

### Vorderösterreich

#### Hertigdömet Breisgau
- Lantdag
  - Prelater
  - Riddare
  - Tredje ståndet (städer, kameralherrskap)

Riddarståndets president var lantdagens högste representant.

### Den böhmiska kronans länder
- Det böhmiska kammar- och kungliga rådet (regering)
  - Det böhmiska hovkansliet
    - Överstekanslern för kungariket Böhmen
- Hov- och appellationsrätten i Prag (överdomstol)
- Den böhmiska generallantdagen (ståndsrepresentation)
  - Representanter för de fem kronländerna

#### Kungariket Böhmen
- Lantdagen före 1627
  - Herrar
  - Prelater (inte 1420-1627)
  - Riddare
  - Städernas representanter
- Lantdagen efter 1627
  - De översta landsämbetsmännens kollegium
  - Det andliga ståndet i Prag
    - Ärkebiskop
    - Tre domkapitel
    - Storpriorn för Johanniterorden
    - Abbotarna vid sex kloster

  - Assessorerna vid landsrätten, vid kammarrätten, vid hov- och appellationsrätten, hövitsmännen för Prags städer och representanter för det byråkratiska riddarståndet

#### Markgrevskapet Mähren
- Lantdagen före 1628
  - Herreståndet
    - Under biskopen av Olmütz talmanskap

  - Riddarståndet
  - Kungliga städer
  - Domkapitel och kloster
- Lantdagen från 1628

Lantdagens alla stånd sammanträdde sedan 1650 alltid tillsammans i plenum.
- Andliga ståndet
  - Biskop
  - Abbotar
  - Representanter för andliga riddarordnar
  - Representanter för domkapitel
- Herreståndet
  - Hertigar, furstar, grevar, friherrar och herrar
  - Riddarståndet
  - Städerna

#### Hertigdömet Schlesien
Oberlandeshauptmann
Överlandshövdingen - var på samma gång landsherrens (den habsburgske monarkens) och furstedagens ståthållare, med stort inflytande över furstedagens beslut, och ledare för Landesoberamt, hertigdömets förvaltning. Ämbetet innehades vanligen av biskopen av Breslau. Sedan 1719 fungerade dock inte detta ämbete, varför monarkens inflytande över furstedagen minskade. Ämbetet ersattes av ett ämbete som Direktor, vald ur greveståndet, som både var ledare för Oberamt och furstedagens preses.
Furstedagen
Furstedagen var en gemensam lantdag för hertigdömet Schlesien. Sedan 1662 utvecklades den till ett Conventus Publicus, ett i Breslau ständigt sittande landsparlament. Furstedagen bestod av tre kammare och valde företrädare till den böhmiska generallantdagen.
- Furstekammaren bestod av alla schlesiska furstar personligen och stod under överlandshövdingens talmanskap. Inom furstekammaren hade ståndsherrarna gemensamt en röst.
- Representanter för de nio arvfurstendömena och staden Breslau.
- Representanter för de kungliga städerna.

Lantdagar
Lantdagar fanns i vart och ett av Schlesiens furstendömen och ståndsherrskap.
- I arvfurstendömet Breslau bestod lantdagen av tre stånd. Landeshauptmann eller ståthållaren hade en fjärde röst. Ståthållarämbetet förvaltades till 1636 av staden Breslau.[38]
  - Kungliga mannsrätten vilken bestod av valda adliga landsäldste, 1 röst
  - Prelater, 1 röst
  - Ridderskapet och de två städer som låg under schlesisk stadsrätt, 1 röst
- I furstendömet Münsternberg-Frankenstein bestod lantdagen av tre stånd.[39]
  - Prelater
  - Riddare
  - Städer
- I furstendömet Liegnitz bestod lantdagen av fyra stånd.[40]
  - Baroner
  - Riddare
  - Prelater
  - Städer

#### Markgrevskapet Niederlausitz
- Lantdag.[41]
  - Herrar
  - Riddare
  - Städer

#### Markgrevskapet Oberlausitz
- Lantdag[42]
  - Landständerna utgjordes av ståndsherrskapet, ridderskapet, domkapitlet i Bautzen och tre kloster, 1 röst
  - Sexstadsförbundet, 1 röst

### Den heliga Stefanskronans länder

#### Ungern
Ungern var ett valkungadöme till 1687.
- Riksdagen - Országgyűlés. Den ungerska riksdagen delades i två kammare 1608.[44][45]
  - Övre kammaren - Magnaternas hus [46]
    - Andliga och världsliga magnater
    - Arvbaroner
    - Högre prelater

  - Nedre kammaren - Delegaternas hus - [46] bestod av representanter för:
    - Komitatsadeln
    - Fria städer
    - Domkapitel

#### Kroatien-Slavonien
Kroatien-Slavonien var ett arvkungadöme.
- Banen var vicekung.[48]
- Lantdagen, Sabor, var sedan 1558 gemensam för Kroatien och Slavonien. Den sände representanter till den ungerska riksdagen.[49]

#### Siebenbürgen
- Vojvoden eller gubernatorn var kungens ståthållare.[50]
- Lantdagen bestod sedan 1437 av tre stånd med representanter för de tre privilegierade folkgrupperna - Unio Trium Nationum.[51]
  - Den ungerska adeln i Komitatslandet.
  - Szeklerna i Seklerlandet.
  - Tyskarna i Kungslandet med sin egen representation, Nationsuniversität.[52]

De rumänska valakerna var ortodoxa och livegna och saknade efter bondeupproren 1437 de politiska rättigheter de tidigare hade haft genom Universitas Valachorum.

### Militärgränsen
Militärgränsen var en politisk enhet och ett geografiskt område som administrerades direkt av den habsburgska centralstyrelsen.